# Raoellidae
Raoellidae là danh pháp khoa học của một họ đã tuyệt chủng nằm trong phân bộ Lợn (Suina). Các hóa thạch đượctìm thấy tại các lớp đá thuộc thế Eocen ở Nam và Đông Nam Á. Trước đây họ này được gộp trong họ Helohyidae, một họ nằm trong cận bộ Suoidea.
Trong bài báo viết tháng 12 năm 2007 trên Nature, Thewissen và ctv., sử dụng một bộ xương hoàn hảo khác thường của Indohyus từ Kashmir, đã chỉ ra rằng họ Raoellidae là nhóm chị em có mối "liên kết thất lạc" với cá voi (bộ Cetacea). Tất cả các nhóm Artiodactyla khác có quan hệ "anh-em họ" với 2 nhóm này. Điều đó tương tự với việc các tác giả này coi Raoellidae là nhóm cơ sở của Cetartiodactyla. Các giá trị δO18 và các xương hóa xơ cứng chỉ ra rằng Indohyus tương tự như gấu trúc Mỹ là sinh vật sinh sống thủy sinh, nhưng các giá trị δC13 lại gợi ý rằng nó ít khi kiếm ăn trong nước. Các tác giả gợi ý rằng điều này thể hiện bước trung gian trong sự chuyển tiếp ngược trở về môi trường dưới nước mà cuối cùng được thực hiện hoàn hảo bởi cá voi.

## Phân loại
- Raoella
  - Raoella dograi
- Haqueina
  - Haqueina haquei
- Indohyus
  - Indohyus indirae
  - Indohyus major
- Kunmunella
  - Kunmunella kalakotensis
  - Kunmunella transversa
- Metkatius
  - Metkatius kashmiriensis
- Khirtharia
  - Khirtharia aurea
  - Khirtharia dayi
  - Khirtharia inflatus